# Elizabeth Kay
Pour les articles homonymes, voir Kay.
Elizabeth Kay, née en 1949 à Londres, est un écrivain britannique connue pour ses romans de jeunesse.

## Biographie
Elizabeth Kay a étudié à l'École d'art de Nottingham (actuellement Nottingham Trent University) où elle a reçu un diplôme.
Elle a été enseignante.
Elle a écrit des pièces radiodiffusés, des nouvelles et des romans fantastiques.
Elle a reçu des récompenses comme le prix Canongate, le prix White Raven, le prix de la Foire du livre de Bologne en 2004, le prix Stockton du livre pour enfants de l'année 2005 pour son livre Félix et le monde l'envers, est a été Lauréate du Concours de Cardiff de la poésie internationale,

## Sources et références
- Site biography Jrank : Biographie de l'auteur

1. ↑  (en) Elizabeth Kay, « Divide News »